# Heißluftmotor

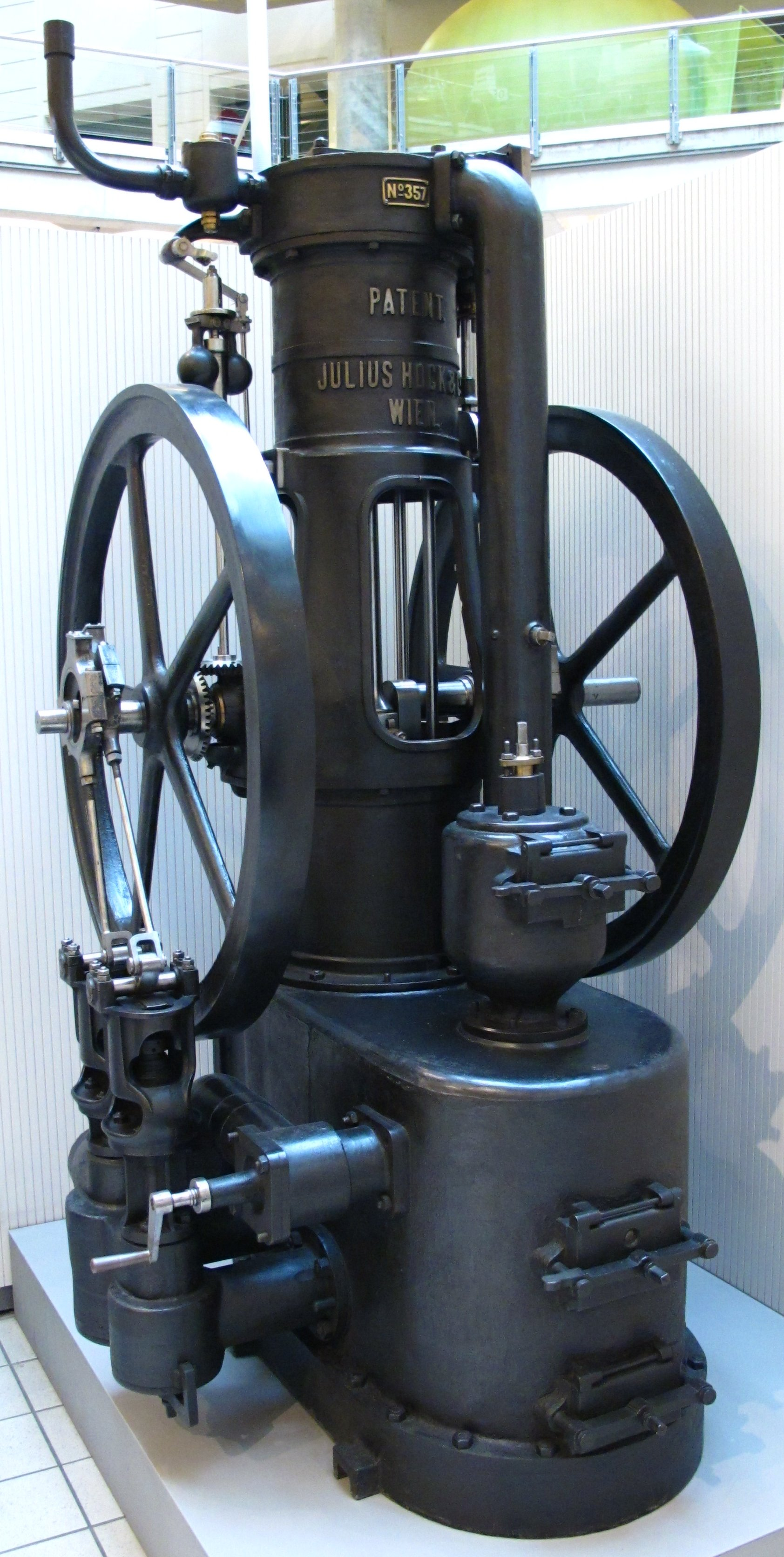
Historischer Heißluftmotor von 1878

Als Heißluftmotoren werden verschiedene Bauarten von Wärmekraftmaschinen mit äußerer Verbrennung bezeichnet, die als arbeitendes Medium Luft (oder ein anderes Gas) verwenden.
Typen von Heißluftmotoren sind:
- Ericssonmotor
- Stirlingmotor
- Vuilleumier-Wärmepumpe
- Vakuummotor, auch Flammenfresser genannt
- Manson-Motor

Der Industrielle Louis Heinrici baute eine Serie von Heißluftmotoren ab 1876 als Massenprodukt.
Im Zusammenhang mit der Nutzung regenerativer Energieträger in dezentralen Kleinanwendungen wurden viele dieser praktisch ausgestorbenen Bauformen wieder angeregt diskutiert.